# Vámos Petra
Vámos Petra (Ózd, 2000. szeptember 14. –) junior Európa-bajnok, felnőtt Európa-bajnoki bronzérmes magyar válogatott kézilabdázó, irányító, a francia élvonalbeli Metz Handball játékosa.

## Pályafutása

### Klubcsapatokban
Szülővárosában a Lóci DSE harmadosztályú csapatában már tizenhárom éves korában bemutatkozott. 22 mérkőzésen 126 gólt lőtt a bajnokságban, ezt követően pedig leigazolta a balatonboglári Nemzeti Kézilabda Akadémia. Öt évet töltött a NEKA csapatában, ahol több utánpótlás versenyt és bajnokságot nyert, pályára lépett a felnőtt másodosztályú bajnokságban is. 2019 nyarán igazolt az élvonalbeli DVSC Schaeffler csapatához. A
Köstner Vilmos által irányított hajdúsági csapat nagyszerű eredményeket elérve kezdte a 2019-2020-as bajnokságot, amelyben nagy szerep jutott az élvonalban, majd később az EHF-kupában is bemutatkozó Vámosnak. A 2020-2021-es idényben Bulath Anita távozását követően csapata első számú játékosa lett a posztján, 26 bajnoki mérkőzésen 125 gólt szerzett a DVSC-ben, ezzel Pál Tamara után a legeredményesebb utánpótláskorú játékos volt a magyar élvonalban.
2021 augusztusában négy évvel, 2025 nyaráig meghosszabbította szerződését a DVSC-vel. 2024. január 7-én azonban nyilvánosságra került, hogy Vámos 2024 júliusától három évig a francia első osztályú Metz Handball játékosa lesz. A 2024-2025-ös szezon végén kupagyőzelmet és bajnoki címet ünnepelhetett csapatával, és két válogatottbeli csapattársával, Szemerey Zsófival és Szöllősi-Schatzl Nadine-nal.

### A válogatottban
Tagja volt a 2017-ben Győrben rendezett Európai Ifjúsági Olimpiai Fesztiválon és a 2019-es, szintén Győrben rendezett junior Európa-bajnokságon aranyérmes korosztályos válogatottnak is. 2019. október 21-én meghívót kapott Kim Rasmussen szövetségi kapitánytól a felnőtt válogatott kétnapos összetartására. A dán szakember a 2019-es világbajnokságra utazó 18 fős keretbe is beválogatta a DVSC irányítóját. November 22-én, a Szöul-kupán mutatkozott be a nemzet csapatban, egy oroszok elleni felkészülési mérkőzésen, amelyen a magyar válogatott 29–25-ös vereséget szenvedett. Részt vett a 2021 nyarán megrendezett tokiói olimpián. A csoportmérkőzések során hét góljával a magyar válogatott legeredményesebb játékosa volt a franciák ellen 30–29-re elvesztett találkozón, valamint Klujber Katrinnal holtversenyben hat góljával a spanyolok ellen 29–25-re megnyert mérkőzésen. Tagja volt a 2024-es párizsi olimpián 6. helyezett magyar csapatnak is. A decemberi Európa-bajnokságon a magyar válogatott 12 év után újból bronzérmet szerzett a kontinenstornán, amelynek ő is tagja volt.

### Sikerei, díjai
Klub
- Francia bajnokság
  - győztes: 2025
- Francia kupa
  - Győztes: 2025

Válogatott
- Junior Európa-bajnokság:
  -  Arany: 2019
- Európai Ifjúsági Olimpiai Fesztivál:
  -  Arany: 2017
- Ifjúsági világbajnokság:
  -  Ezüst: 2018
- U17-es Európa-bajnokság:
  -  Bronz: 2017

Egyéni elismerései
- Az év legjobb női junior kézilabdázója: 2019[22]